# Jean Fabre de la Martillière
Jean Fabre de la Martillière (Nîmes, 10 marzo 1732 – Parigi, 27 marzo 1819) è stato un generale e politico francese.

## Biografia

### I primi anni
Figlio di un consigliere del parlamento di Tolosa, Jean Fabre de La Martillière nacque a Nîmes il 10 marzo 1732. Destinato fin dall'infanzia alla carriera militare, iniziò gli studi nella città natale e giunse a concluderli a Parigi, mostrando una spiccata attitudine per la matematica.
Entrato in servizio nel 1757 come sottotenente d'artiglieria, prestò servizio durante la Guerra dei Sette anni in Germania fino alla firma della pace nel 1763. Andò quindi a combattere nelle colonie francesi occidentali, in particolare a Guadalupa. Capitano nel 1769, pubblicò un libro di memorie sulla difesa di Guadalupa che gli guadagnarono le lodi del generale Jean-Baptiste Vaquette de Gribeauval.
Fu proprio quest'ultimo ad affidare a de la Martillière l'ispezione dell'importante fonderia reale di Douai, che fino al XIX fu la principale fornitrice di cannoni per l'esercito francese. E fu in quella sede che l'ufficiale propose di diminuire la lunghezza dei cannoni in uso all'esercito, ottenendone un miglioramento della potenza di fuoco. E proprio in virtù di quella sua intuizione la sua carriera progredì rapidamente.

### Guerra della prima coalizione
Colonnello nel 1780, ricevette la croce di cavaliere dell'Ordine di San Luigi l'anno successivo. Combatté nelle prime campagne della Rivoluzione, distinguendosi in diverse importanti operazioni ed ottenendo come ricompensa per i suoi servigi il grado di generale di brigata il 14 agosto 1793.

#### Guerra del Rossiglione
Incaricato nel 1792 del comando dell'artiglieria al seguito dell'esercito impegnato sul fronte dei Pirenei orientali, de la Martillière contribuì alla difesa di Perpignan, guidò la vigorosa difesa di Bellegarde (maggio-giugno 1793), combatté la battaglia di Peyrestortes e prese parte agli assedi della cittadella di Roses (1794–1795) e di Fort de la Trinité.
Si spostò anche in Catalogna il 18 novembre 1794 per un attacco a Peyrestortes e Lupia, dove stava conferendo con Dugommier quando quest'ultimo fu colpito a morte da una granata; lui stesso rimase leggermente ferito nella deflagrazione. Il nemico, incoraggiato dalla morte del generale in capo, inseguì l'esercito francese e lo fece ripiegare; ma de la Martillière, grazie all'abilità delle sue manovre, riuscì a fermarlo davanti alla postazione della Montagne-Noire. Infatti due giorni prima dell'azione, ed in meno di trentasei ore, il generale era riuscito ad organizzare una batteria da dodici pezzi calibro 24 sulla Montagne-Noire, nonostante le ripide scarpate che sino a quel momento avevano reso inaccessibile quella posizione.
Quell'eccellente risultato mise i francesi nelle condizioni di riprendere l'offensiva e di vincere, tre giorni dopo, la battaglia di Eyscaulas, alla quale fecero seguito la presa di Figuières e quella dell'importante fortezza di Roses, due notevoli assedi che offrirono a de La Martillière l'opportunità di eccellere ancora una volta sul campo.

### Guerra della seconda coalizione
Come segno di apprezzamento per l'ottimo lavoro svolto, il governo concesse al de la Martillière di essere elevato al rango di generale di divisione dal 1º aprile 1795 e gli affidò in seguito l'organizzazione ed il comando dell'artiglieria dell'Armata del Reno, che divenne successivamente l'Armata di Magonza, del Danubio e dell'Elvezia. De la Martillière assistette alle battaglie di Stockach e Zurigo nell'anno VII (1799), nonché al passaggio del Limath.

#### La campagna d'Italia (1799-1800)
Accorpato all'Armata d'Italia dopo la sfortunata battaglia di Novi, si distinse nella difesa di Genova agli ordini del generale Andrea Massena, malgrado l'età ormai avanzata.
Dopo la revoca del blocco, le truppe francesi con de la Martillière andarono ad unirsi all'esercito di riserva che, a Marengo, aveva deciso le sorti della campagna d'Italia. Dopo questo incontro, de la Martillière assunse il comando dell'artiglieria dell'esercito, compito che divenne molto più oneroso in quanto gli eventi della precedente campagna avevano quasi completamente distrutto la composizione dei vecchi eserciti d'Italia e di Napoli.

### Il primo impero e la Restuarazione
La pace di Lunéville, sottoscritta con tutte le potenze d'Europa, venne conclusa il 20 piovoso dell'anno IX (9 febbraio 1801), e il generale de la Martillière venne nominato capo commissario dell'esercito dell'Elvezia, membro del comitato centrale di artiglieria (insieme ai generali Marmont, Andréossy, Eblé, Songis, Faultrier e Gassendi) nonché ispettore generale d'artigliera.
Lacombe Saint-Michel gli succedette in quest'ultimo incarico, ed il Primo Console Bonaparte lo fece ammettere al senato conservatore (il 14 nevoso dell'X). Nell'anno XII fu nominato, il 9 vendemmiaio, membro della Legion d'Onore e grand'ufficiale del medesimo ordine il 25 pratile del medesimo anno. Nello stesso anno divenne vicepresidente del senato.
L'imperatore gli conferì il titolo di conte dell'Impero nel 1808. Si dedicò parallelamente alle ricerche nel mondo dell'artiglieria e pubblicò una nuova opera nel 1812, la quale ottenne un ampio consenso da tutti i generali del campo. Nell'aprile del 1814 de la Martillière votò per la decadenza di Napoleone, motivo per cui Luigi XVIII lo chiamò poi a membro della camera dei pari, riconoscendogli il titolo di conte e pari di Francia (31 agosto 1817). Nel 1816, durante la riorganizzazione dell'École polytechnique, fu nominato membro del consiglio di perfezionamento e controllo che il re aveva appena creato presso questa scuola. Nonostante la sua età avanzata e le infermità di cui soffriva, non si astenne mai dal partecipare a questo consiglio e portarvi le sue conoscenze.
Il conte de la Martillière morì a Parigi il 27 marzo 1819, all'età di ottantasette anni, senza essersi mai sposato e senza lasciare eredi. Venne sepolto nel cimitero di Père-Lachaise; il suo elogio funebre venne pronunciato alla Camera dei Pari il 22 aprile 1819 dal generale conte d'Aboville e stampato poi sul Moniteur universelle del 4 maggio successivo.